# Anna Švédská
Princezna Anna Švédská (švédsky: Anna Gustavsdotter; 19. června 1545, Stockholm – 20. března 1610), také známá jako Anna Maria a Anne Marie, byla dcerou krále Gustava I. Švédského a královny Markéty. Díky sňatku s Jiřím Janem, falckrabětem z Veldenz (1543–1592) byla falckraběnkou z Veldenz. Od roku 1592 do roku 1598 zde vládla jako prozatímní regentka a dohlížela na rozdělení území mezi jejími syny.

## Rodina
Dne 20. prosince 1562 se provdala za Jiřího Jana, falckraběte z Veldenz. Pár měl následující potomky:
1. Jiří Gustav, falckrabě z Veldenz (1564 – 3. června 1634)
2. Anna Markéta Falcko-Veldenzská (28. dubna 1565 – 2. října 1566)
3. Jan Robert Falcko-Veldenzský (9. září 1566 – 1. října 1567)
4. Anna Markéta Falcko-Veldenzská (17. ledna 1571 – 1. listopadu 1621); provdala se za falckraběte Richarda Simmernsko-Sponheimského
5. Uršula Falcko-Veldenzská (24. února 1572 – 5. března 1635); provdala se za Ludvíka III., vévodu z Württemberska
6. Jana Alžběta Falcko-Veldenzská (2. října 1573 – 28. července 1601)
7. Jan August, falckrabě z Lützelsteinu (26. listopadu 1575 – 18. září 1611)
8. Ludvík Filip falckrabě z Guttenbergu (24. listopadu 1577 – 24. října 1601)
9. Marie Anna Falcko-Veldenzská (9. června 1579 – 10. října 1579)
10. Kateřina Uršula Falcko-Veldenzská (3. srpna 1582 – 22. ledna 1595)
11. Jiří Jan II., falckrabě z Lützelstein-Guttenbergu (24. června 1586 – 29. září 1654)